# Haloguignardia oceanica
Haloguignardia oceanica är en svampart som först beskrevs av Ferd. & Winge, och fick sitt nu gällande namn av Jan Kohlmeyer 1971. Haloguignardia oceanica ingår i släktet Haloguignardia, ordningen Lulworthiales, klassen Sordariomycetes, divisionen sporsäcksvampar och riket svampar.   Inga underarter finns listade i Catalogue of Life.